# NCSM Gananoque (J259)
Le NCSM Gananoque (pennant number J259) (ou en anglais HMCS Gananoque) est un dragueur de mines de la Classe Bangor lancé pour la Royal Canadian Navy (RCN) et qui a servi pendant la Seconde Guerre mondiale.

## Conception
Le Gananoque est commandé dans le cadre du programme de la classe Bangor de 1940-41 pour le chantier naval de Dufferin Shipbuilding Company de Toronto en Ontario au Canada. La pose de la quille est effectuée le 15 janvier 1941, le Gananoque est lancé le 23 avril 1941 et mis en service le 8 novembre 1941.
La classe Bangor doit initialement être un modèle réduit de dragueur de mines de la classe Halcyon au service de la Royal Navy,. La propulsion de ces navires est assurée par 3 types de motorisation: moteur diesel, moteur à vapeur à pistons et turbine à vapeur. Cependant, en raison de la difficulté à se procurer des moteurs diesel, la version diesel a été réalisée en petit nombre.
Les dragueurs de mines de classe Bangor version canadienne déplacent 683 tonnes en charge normale. Afin de pouvoir loger les chaufferies, ce navire a des dimensions plus grandes que les premières versions à moteur diesel avec une longueur totale de 54,9 mètres, une largeur de 8,7 mètres et un tirant d'eau de 2,51 mètres. Ce navire est propulsé par 2 moteurs alternatifs verticaux à triple détente alimentés par 2 chaudières à tubes d'eau à 3 tambours Admiralty et entraînant deux arbres d'hélices. Le moteur développe une puissance de 2 400 chevaux-vapeur (1 790 kW) et atteint une vitesse maximale de 16 nœuds (30 km/h).
Leur manque de taille donne aux navires de cette classe de faibles capacités de manœuvre en mer, qui seraient même pires que celles des corvettes de la classe Flower. Les versions à moteur diesel sont considérées comme ayant de moins bonnes caractéristiques de maniabilité que les variantes à moteur alternatif à faible vitesse. Leur faible tirant d'eau les rend instables et leurs coques courtes ont tendance à enfourner la proue lorsqu'ils sont utilisés en mer de face.
Les navires de la classe Bangor sont également considérés comme exiguës pour les membres d'équipage, entassant 6 officiers et 77 matelots dans un navire initialement prévu pour un total de 40.

## Histoire

### Seconde Guerre mondiale
Le Gananoque  est mis en service à Toronto le 8 novembre 1941 et navigue jusqu'à Halifax, en Nouvelle-Écosse, où il est affecté à la Halifax Force (Force d'Halifax), la force locale de patrouille et d'escorte des convois. Le navire est ensuite transféré à la St. John's Local Defence Force (Force de défense locale de Saint-Jean), basée à Saint-Jean de Terre-Neuve, puis près à la Gulf Escort Force (Force d'escorte du Golfe), chargée d'escorter les convois dans le golfe du Saint-Laurent et le fleuve. Avec son navire-jumeau (sister ship) Burlington et deux vedettes Fairmile type B, le Gananoque escorte le convoi Sydney-Québec SQ 43 composé de trois navires marchands en octobre 1942, lorsqu'il entre en contact avec le sous-marin allemand (U-Boot) U-43 à l'ouest de Cap-Chat, en Gaspésie. Le Gananoque largue des grenades sous-marines sur le sous-marin, causant des dommages au U-boot et le forçant à interrompre son attaque sur le convoi. Le dragueur de mines est transféré à la Sydney Force, la force de patrouille et d'escorte locale opérant à partir de Sydney, en Nouvelle-Écosse.
En janvier 1943, le Gananoque est affecté à la Western Local Escort Force (WLEF) (Force d'escorte locale de l'Ouest) au sein du groupe 24.18.6 qui comprend également le destroyer Hamilton et les corvettes Brantford et Dundas comme escorte de convoi dans la bataille de l'Atlantique. En mai, le Gananoque subit un carénage à Québec dans la province de Québec). En juillet, le dragueur de mines rejoint la Halifax Force (force d'Halifax), puis est transféré à la Sydney force (force de Sydney) en mai 1944.
En juillet 1944, le navire subit un deuxième carénage, cette fois à Charlottetown, à l'Île-du-Prince-Édouard, qui dure huit semaines.
En février 1945, le dragueur de mines se joint à la Newfoundland Force basée à Saint-Jean de Terre-Neuve et reste avec le groupe jusqu'à sa dissolution en juin. le Gananoque rejoint le Atlantic Coast Command (Commandement de la côte atlantique) jusqu'à ce qu'il est désarmé à Sydney le 13 octobre 1945. Le navire est amené à Shelburne (Nouvelle-Écosse), et placé en réserve.

### Après-guerre
Le dragueur de mines reste en réserve jusqu'à ce qu'il est réactivé pendant la guerre de Corée en 1952 et qu'il reçoit un nouveau numéro de coque (Pennant number) 184,. Cependant, le navire n'est pas remis en service et le Gananoque est vendu à la casse à Marine Industries en février 1959 et démantelé,.

### Honneurs de bataille
- Gulf of St. Lawrence 1942
- Atlantic 1942-45

### Participation auxconvois
Le Gananoque a navigué avec les convois suivants au cours de sa carrière:
1. Convoi BX 42
2. Convoi BX 45
3. Convoi BX 47
4. Convoi BX 42
5. Convoi HX 173
6. Convoi HX 176
7. Convoi HX 183
8. Convoi HX 224
9. Convoi HX 229A
10. Convoi HX 277
11. Convoi HX 291
12. Convoi HX 341
13. Convoi ON 69
14. Convoi ON 74
15. Convoi ON 80
16. Convoi ON 162
17. Convoi ON 164
18. Convoi ON 173
19. Convoi ON 219
20. Convoi ON 229
21. Convoi ON 298
22. Convoi SC 66
23. Convoi SC 69
24. Convoi SC 74
25. Convoi SC 81
26. Convoi SC 121
27. Convoi SC 123
28. Convoi XB 42
29. Convoi XB 45
30. Convoi XB 47

### Commandement
- T/Lieutenant (T/Lt.) Edward Middlemas More (RCNR) du 4 octobre 1941 au 15 mars 1943
- T/Lieutenant Commander (T/Lt.Cdr.) William Woods (RCNR) du 16 mars 1943 à 28 mars 1943
- T/Skipper/Lieutenant (T/Skpr/Lt.) Ernest Stanley Nelson Pleasance (RCNR) du 29 mars 1943 au 2 novembre 1943
- T/Skipper/Lieutenant (T/Skpr/Lt.) Ernest Stanley Nelson Pleasance (RCNR) du 28 novembre 1943 au 24 mai 1944
- T/A/Lieutenant Commander (T/A/Lt.Cdr.)  Andrew Paul Duke (RCNVR) du 25 mai 1944 au 23 juin 1945

Notes:
RCNR: Royal Canadian Naval Reserve
RCNVR: Royal Canadian Naval Volunteer Reserve 